# Aleksandrovka (Xaçmaz)
Alekseyevka è un comune dell'Azerbaigian situato nel distretto di Xaçmaz. Conta una popolazione di 1 373 abitanti.